# Трећи канал РТС
Трећи канал РТС је био трећи програм Радио-телевизије Србије. Настао је 1. јула 1989, а угашен је 5. маја 2006. године.

## Историјат

### Догађаји који су претходили настанку
Настанку Трећег канала претходио је низ догађаја који је за последицу имао покретање телевизије која је оставила неизбрисив траг у скоро две деценије свог постојања.
Првобитно је 26. јануара 1989. са почетком Феста емитован деветодневни телевизијски програм Фестовизија. Двадесетчетворочасовни програм имао је за циљ представљање догађања на Фесту која су се одвијала у Сава центру. Интервјуи, гости, критике, по три играна филма дневно са претходних фестивала, премијерни телевизијски филмови. Уредник овог програма је био Небојша Ђукелић. За време трајања Ју видео шоуа од 5. до 11. фебруара 1989 емитован је програм у Дому омладине, уредник овог програма је био Радослав Зеленовић. Двадесетчетворочасовни програм се састојао од избора добрих филмова, сателитског и видео програма. У недостатку сопственог материјала, програм је био помогнут од стране видео-клубова који су уступили своје материјале. Емитован у време Ју видео шоуа био је обогаћен издањима радио емисија Индекс 202 и Ритам срца које су емитоване уживо. ПГП РТБ (данас ПГП РТС) је уступила Дизнијеве филмове и касете из своје продукције.

#### ОК канал
Потписивањем уговора 23. маја 1989. године између Радне организације ТВ Београд, с једне стране, и Дома омладине и Градске конференције Савеза социјалистичке омладине Београда, са друге стране постигнут је договор о заједничкој реализацији, емитовању програма на трећем експерименталном каналу, у продукцији Дома омладине.
Уговор су потписали Ненад Ристић, директор Телевизије Београд и Бранко Глигорић, директор Дома омладине. Уговором је, између осталог, прецизирано и време емитовања програма од 22. маја до 19. јуна 1989. године у периоду од 12.00 до 24.00 сата. Уговором је такође дефинисано да је оснивач телевизије била Градска конференција ССОа, а произвођач програма Дом омладине. Техничке услуге пружала је фирма Артлајн (оригинални назив Artline) из Суботице, а линковске и преносне везе је омогућила Телевизија Београд.
Канал је добио назив ОК канал (Омладински канал), а планиран је као део целокупног пројекта прославе Дана младости. Главни уредник канала је био Радоман Кањевац.
Замишљен је као алтернативан, неконвенционалан и био је канал који је узбуркао јавност својим провокативним садржајима, пре свега контакт-емисијама о политици и еротици. Новинар Милорад Вучелић у емисији Строго поверљиво водио је разговоре са гостима који су о догађајима из педесетих и шездесетих година имали другачије ставове од званичних, а Небојша Глишић, уз приказивање инсерата из меких и тврдих порно-филмова доводио је провокативне госте и спонтано, дрско и често безобразно разговарао са гледаоцима о еротици“
1. јуна 1989, дан пре истека уговора, рад „ОК канала“ је привремено укинут. Будући да је ТВБ најавила отварање програма на свом Трећем каналу званично 1. септембра, под притиском јавности, рад „ОК канала“ је настављен после неколико дана, али сада искључиво у оквиру Телевизије Београд и то из просторија Дома пионира у Таковској 8, одакле је 1. маја 1990. пресељен у Сава центар.

### Трећи канал
Трећи канал у саставу Радио-телевизије Београд (касније РТС), који је у почетку носио назив ОК канала, почиње да емитује програм 1. јула 1989. године.
Током деведесетих и почетком двехиљадитих Трећи канал је прошао кроз више фаза: концепт је визуелно и програмски мењан, у одређеним раздобљима програм је био и најгледанији али и веома слабо праћен. Програмски 3К је обележен комерцијалним филмовима и серијама (од средине деведесетих и редовно освежаваним латино сапуницама), емисијама за децу (С оне стране дуге), о филму (Свет филма; различите хронике Феста и других филмских фестивала), из света музике, спорта и спортских преноса, уметности. Вести су се на 3К емитовале спорадично - у време највећих криза, али и оне, као и њима сродна Временска прогноза, су имале карактер Трећег канала - уз младе презентере, „другачије“ шпице и уз минималну минутажу; највећи „савезник“ 3К био је МТВ, који је непрестано био присутан на малим екранима - то је нешто по чему Трећи канал, који је тада био познат по песмама из осамдесетих година, памте, у то време, многи млади гледаоци.
Емитовањем Дивље Руже и Касандре Трећи канал је први популаризовао латиноамеричке теленовеле.
Емитовањем емисије ЗАМ Трећи канал је имао велики удео у популаризацији турбо-фолк музике раних деведесетих година 20. века. Емитовањем америчке НФЛ лиге у значајној мери је популаризован амерички фудбал у Србији раних двехиљадитих година.
У октобру 2003. године Трећи канал и Радио 101 су иступили из система РТС због најављиване и планиране продаје. Како до продаје није дошло, 9. октобра 2004. Трећи канал и Радио 101 су враћени у састав РТС.
Како, након доношена новог Закона о радио дифузији РТС није могла да има три канала, поред покушаја да се Трећи канал прода и инсистирања главног и одговорног уредника Игора Микље на томе, канал је морао да буде угашен. Емитовање програма прекинуто је 5. маја 2006. године. Дана 17. септембра 2006. године, Трећи канал је био замењен телевизијом Авала, која је на конкурсу Републичке радиодифузне агенције за националну фреквенцију добила дозволу за емитовање програма на тој фреквенцији.

## Емисије емитоване на Трећем каналу
Неке од најпознатијих емисија емитованих на овом каналу су:
- Зум
- Женске приче - магазин за модерну жену
- Звезде и по нека псовка
- 3К дур
- ТВ лица... Као сав нормалан свет - ауторке Тање Петернек (емисија се сада емитује на РТС 1)
- Додатно убрзање
- С оне стране дуге
- Скривена камера: Пази намештаљка - у продукцији 3К
- Мала школа живота
- Хоћеш — Нећеш
- Свет филма
- ЗАМ (Забава милиона) - претеча данашње Гранд продукције
- Кажи ако смеш
- Ко ће кога
- Подне - поподне
- Док анђели спавају
- ТВ клиника
- Време профита
- Само за твоје очи - магазин за мушкарце
- Свеже
- Срце (моје школе)-магазин за тинејџере
- Поздрав из Београда
- Локица на 3К
- Чекајући метроа
- Поларотор (емисија се сада емитује на TV KCN 1)
- Тајм код (Time code)
- Гастрономски дневник В. Костића - емисија је касније пресељена на РТС 1
- Шодер листа народне музике
- Трики квиз
- Трострука шанса
- Боја ноћи
- Око поноћи
- Сродне душе
- Лажњак
- Вести 3К
- Хит дана
- 3К Летњиковац
- Музички портрет
- Луткице и крпице
- Стари занати
- Додатно убрзање
- В.Ј Својом снагом
- В.Ј Техно
- Сајберт спејс гејминг
- Музички свет
- Клуб Кошава
- Генерална проба
- Профил
- Баш лично
- Некад и сад
- Брунч
- Удар
- Спорт микс
- имПУЛС
- ЈУ Треш
- Шпанска Авантура
- Лов и риболов
- Музичке вести
- Музичка машина
- Зоопис
- Мозаик
- Спортски микс
- Емисија о култури
- Ко чега дочека
- Пр - привrедни рапорт
- Видик
- Брендомања
- Простор
- Плавуше на пикнику
- Мама, тата и ја
- Увек недељом
- Арс атера пас
- У кадру
- Џес фејс
- Про инфо
- Пантомима
- Народ пита
- Ноћни програм
- Европски фудбалски шоу
- Ре 3Икс
- Промо плус
- 15 Минута славе
- Инфо лек
- 3 Чек-ин
- Комерциална презентација производа
- С беле тачке без корачке
- Електрик
- 2 на 2
- Спорт 3К
- Најтраженији
- Мама, Тата и Ја
- Круг
- Троугао
- Играј за живот
- Читач
- Децибле
- Инфолок
- Угао
- 3К СМС Чет
- Брачник
- Римел фешн селекшун
- Роштиљ прича
- Трострука шанса
- 1 икс 2
- С 3К око света
- 3АМ
- Свет шаха
- Само музика
- 3К Класика

Такође је Трећи канал РТС-а преносио и такмичења за Песму Евровизије 1994, 1995. и 1998. године.

## Серијски програм на Трећем каналу
| Српске серије: - То се само свици играју - Дангубе! - Зона брака - Срећни људи - Бољи живот - Позориште у кући Стране серије: - Несташне године - Досије икс (прва сезона) - Звоно као спас - амерички ситком за тинејџере. - Место злочина - - француски ситком, преведени назив тренутно непознат. - Племе - новозеландско-британска серија за тинејџере - Мистер Бин - Ветрови са запада - Ноћ и дан - Кафана са мирисом жене - Алф - Мапет шоу - Звездане стазе: Дубоки Свемир 9 (прва сезона) - Место злочина: Њујорк - Место злочина: Лас Вегас - Опчињен - Неухватљиви - Добар старт - Краљ сточара - Излог страсти - Прави ствар Цртане серије: - Сабља и Звездани шерифи - Волтрон - Открића без граница - Блинки бил - Гарфилд и пријатељи - Тритон - Лав Лео - Клементина - Гице командоси | Латиноамеричке теленовеле: - И богати плачу - Гуштеров осмех - Касандра - Љовисна - Вољена моја - Марисол - Госпођица - Освета љубави - Алондра - Фиорела - Циганке - Љубавна прича - Дивља ружа - Невестин вео - Саломе - Јача од судбине |

## Престанак емитовања
Дана 5. маја 2006. године, Трећи канал РТС је престао са емитовањем програма, пошто му је Републичка радиодифузна агенција одузела дозволу за емитовање програма.